# 클럭스도르프 구체

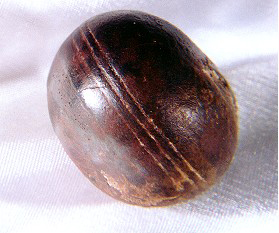
클럭스도르프 구체. 최대 직경 3-4cm, 두께 2.5cm.

클럭스도르프 구체는 남아프리카 공화국 오토스달 부근에서 원더스톤 사가 채굴 중이던 3억 년 된 납석 매장층에서, 광부들과 돌수집가가 수집한 디스크 모양의 조그만 구형 물체이다. 클럭스도르프 구체는 여러 저서와 유명한 기사, 그리고 다수의 웹페이지 상에서 지능을 가진 존재가 만든 설명 할 수 없는 오파츠로 인용되고 있다. 그러나 이 구체들을 연구한 지질 학자들은 누군가 제조해서 만들어진 것이 아니라고 결론을 내렸고, 오히려 자연적인 과정의 결과라고 했다.